# Чернослив и курага
Чернослив и курага — пятый студийный альбом команды «Несчастный случай».
Альбом записывался два года, первая песня из альбома — «Песня без названия» (народное название — «Бэтмен») была обнародована в 1998 году, когда на неё был снят одноимённый клип (режиссёр — Егор Кончаловский). Также песня использовалась в качестве основного саундтрека для программы «Несчастный случай. Экстремальные новости» на телеканале «РЕН ТВ». Один из выпусков телепередачи за 2000 год был посвящён выходу альбома «Чернослив и курага», в котором был показан клип на песню «Сел и поехал».
Первый альбом, который был записан группой в обновлённом составе — с барабанщиком Павлом Черемисиным, сменившим Дмитрия Морозова, и перкуссионистом Павлом Гониным.
Альбом был переиздан в 2010 году.
В одной из песен — «Про Катю» (народное название — «Эх, Катя, Катя…») имеется аллюзия на песню Натальи Ветлицкой «Посмотри в глаза»:

Больше не звони и меня не зови — 

я аннулирую всё, что тебе говорил,

я поломаю всё, что тебе подарил!

## Список композиций
1. Чернослив — 0:34 (джингл, вступление)
2. Песня без названия — 04:24
3. I любовь you — 04:19
4. Со страху — 05:23
5. Люди-птицы — 04:31
6. Фанки-фанки — 04:57
7. Про Катю — 04:17
8. Про Ваню — 05:51
9. Ты меня — 03:31
10. Рассеянный — 04:37
11. Справедливость — 5:41
12. Сел и поехал — 3:56
13. Нет-нет — 3:07
14. Если б не было тебя — 3:46
15. Курага — 1:58 (нарезка из песен альбома)

Музыка — Алексей Кортнев, Сергей Чекрыжов, Павел Мордюков, Джо Дассен (14). Слова — Алексей Кортнев, Андрей Макаревич (12), Джо Дассен (14)

## Состав
- Алексей Кортнев — вокал, гитара
- Павел Мордюков — вокал, саксофон, свист
- Сергей Чекрыжов — вокал, клавишные
- Дмитрий Чувелёв — электрогитара
- Андрей Гуваков — бас-гитара
- Павел Гонин — перкуссия
- Павел Черемисин — ударные